# Тельман Юліана Федорівна
Юліана Федорівна Тельман (31 травня 1901, місто Ревель Естляндської губернії, тепер Таллінн, Естонія — 23 грудня 1970, місто Таллінн, тепер Естонія) — радянська та естонська революціонерка і державна діячка, в.о. 1-го секретаря ЦК ЛКСМ Естонії, завідувач відділу по роботі серед жінок ЦК КП(б) Естонії. Кандидат у члени Бюро ЦК КП(б) Естонії з 26 грудня 1948 по 11 квітня 1951 року. Депутат тимчасової Верховної ради Естонської РСР. Депутат Верховної Ради СРСР 1—3-го скликань (з січня 1941 року).

## Життєпис
Народилася в багатодітній робітничій родині. Батько хворів і мав лише періодичні заробітки, мати була робітницею фабрики «Лютера» в місті Ревелі (Таллінні). Чотири роки навчалася в російській парафіяльній школі. Потім її віддали до дядька в село, де Юліана пасла худобу, два роки наймитувала у заможних селян.
З 1916 року працювала робітницею Балтійської паперовопрядильної фабрики («Балтійської мануфактури») в Ревелі (Таллінні). Брала активну участь у діяльності профспілкової організації, з 1918 року займалася нелегальним розповсюдженням революційних листівок і прокламацій. У 1920 році працювала в Союзі пролетарської молоді Естонії.
Член Комуністичної партії Естонії з 1920 року. У 1920—1922 роках — в естонському комуністичному підпіллі. З 1921 року — член Всеестонського товариства молодого пролетаріату.
3 травня 1922 року була заарештована естонською поліцією за переховування Віктора Кінгіссеппа, засуджена до довічної каторги «за зраду Батьківщини». У травні 1921 року втекла із товаришами із в'язниці, переховувалася місяць в Таллінні, пробувала втекти на човні до радянської Росії, але була затримана естонською поілцією та повернена до в'язниці. Перебувала у в'язницях Таллінна і Валка. Займалася самоосвітою, вивчала іноземні мови, була співробітницею нелегальної рукописної газети «Вангла Хяяль» («Голос ув'язненого»), була членом таємного бюро політичних в'язнів. У травні 1938 року Юліану Тельман звільнили із каторги за загальною амністією.
Після виходу із ув'язнення працювала робітницею на торфорозробках, була реєстратором Талліннської каси хворих, продовжувала нелегальну комуністичну діяльність.
Після радянській окупації Естонії з 25 липня по серпень 1940 року — член Організаційного центру Комуністичної спілки молоді Естонії. З серпня 1940 по травень 1941 року — секретар ЦК ЛКСМ Естонії з кадрів.
У травні — серпні 1941 року — партійний організатор Балтійської паперовопрядильної фабрики («Балтійської мануфактури») в Таллінні. 28 серпня 1941 року евакуювалася із Таллінна в східні райони СРСР. З 1941 по 1942 рік контролювала роботу уповноважених представництв РНК Естонської РСР у Челябінську, Омську, Новосибірську, Горькому, Чебоксарах, Казані, Ярославлі та інших містах РРФСР.
1 липня 1942 — 4 листопада 1944 року — в.о. 1-го секретаря ЦК ЛКСМ Естонії.
У 1944—1945 роках — заступник голови Центральної ради професійних спілок Естонської РСР.
У жовтні 1945 — 1952 року — завідувач відділу по роботі серед жінок ЦК КП(б) Естонії, завідувач жіночого відділу ЦК КП(б) Естонії.
У 1952—1961 роках — директор Музею природничих наук Естонської РСР.
Померла 23 грудня 1970 року в місті Таллінні. Похована на Лісовому цвинтарі Таллінна.

## Нагороди та відзнаки
- два ордени Леніна
- орден Трудового Червоного Прапора (6.03.1950)
- орден «Знак Пошани» (7.03.1960)
- медалі